# Premierii Belgiei
Aceasta este o listă a primilor miniștrii ai Belgiei (franceză Premier Ministre, neerlandeză Eerste Minister, germană Premierminister). Cu toate că șefi de cabinet (franceză Chefs de Cabinet) au fost numiți încă de la independența Belgiei în 1830, până în 1918 Regele prezida consiliul de miniștrii, astfel că importanța postului de prim ministru a crescut doar de la sfârșitul războiului, Léon Delacroix fiind primul prim ministru modern.
|     | Prim ministru                                 | Partid    | Termen                               |
| --- | --------------------------------------------- | --------- | ------------------------------------ |
| 0.  | Étienne de Gerlache                           | Catolic   | 26 februarie 1831–4 martie 1831      |
| 1.  | Joseph Lebeau                                 | Liberal   | 28 martie 1831–21 iulie 1831         |
| 2.  | Félix de Muelenaere                           | Catolic   | 24 iulie 1831–20 octombrie 1832      |
| 3.  | Albert Joseph Goblet d'Alviella               | Liberal   | 20 octombrie 1832–4 august 1834      |
| 4.  | Barthélémy de Theux de Meylandt               | Catolic   | 4 august 1834–18 aprilie 1840        |
|     | Joseph Lebeau (a doua oară)                   | Liberal   | 18 aprilie 1840–13 aprilie 1841      |
| 5.  | Jean-Baptiste Nothomb                         | Liberal   | 13 aprilie 1841–30 iulie 1845        |
| 6.  | Sylvain Van de Weyer                          | Liberal   | 30 iulie 1845–31 martie 1846         |
|     | Barthélémy de Theux de Meylandt (a doua oară) | Catolic   | 31 martie 1846–12 august 1847        |
| 7.  | Charles Rogier                                | Liberal   | 12 august 1847–31 octombrie 1852     |
| 8.  | Henri de Brouckère                            | Liberal   | 31 octombrie 1852–30 martie 1855     |
| 9.  | Pierre de Decker                              | Catolic   | 30 martie 1855–9 noiembrie 1857      |
|     | Charles Rogier (a doua oară)                  | Liberal   | 9 noiembrie 1857–3 ianuarie 1868     |
| 10. | Walthère Frère-Orban                          | Liberal   | 3 ianuarie 1868–2 iulie 1870         |
| 11. | Jules d'Anethan                               | Catolic   | 2 iulie 1870–7 decembrie 1871        |
| 12. | Jules Malou                                   | Catolic   | 7 decembrie 1871–19 iunie 1878       |
|     | Walthère Frère-Orban (a doua oară)            | Liberal   | 19 iunie 1878–16 iunie 1884          |
|     | Jules Malou (a doua oară)                     | Catolic   | 16 iunie 1884–26 octombrie 1884      |
| 13. | Auguste Beernaert                             | Catolic   | 26 octombrie 1884–26 martie 1894     |
| 14. | Jules de Burlet                               | Catolic   | 26 martie 1894–25 februarie 1896     |
| 15. | Paul de Smet de Naeyer                        | Catolic   | 25 februarie 1896–24 ianuarie 1899   |
| 16. | Jules Vandenpeereboom                         | Catolic   | 24 ianuarie 1899–5 august 1899       |
|     | Paul de Smet de Naeyer (a doua oară)          | Catolic   | 5 august 1899–2 mai 1907             |
| 17. | Jules de Trooz                                | Catolic   | 2 mai 1907–9 ianuarie 1908           |
| 18. | François Schollaert                           | Catolic   | 9 ianuarie 1908–17 iunie 1911        |
| 19. | Charles de Broqueville                        | Catolic   | 17 iunie 1911–1 iunie 1918           |
| 20. | Gérard Cooreman                               | Catolic   | 1 iunie 1918–21 noiembrie 1918       |
| 21. | Léon Delacroix                                | Catolic   | 21 noiembrie 1918–20 noiembrie 1920  |
| 22. | Henri Carton de Wiart                         | Catolic   | 20 noiembrie 1920–16 decembrie 1921  |
| 23. | Georges Theunis                               | Catolic   | 16 decembrie 1921–13 mai 1925        |
| 24. | Aloys Vande Vyvere                            | Catolic   | 13 mai 1925–17 iunie 1925            |
| 25. | Prosper Poullet                               | Catolic   | 17 iunie 1925–20 mai 1926            |
| 26. | Henri Jaspar                                  | Catolic   | 20 mai 1926–6 iunie 1931             |
| 27. | Jules Renkin                                  | Catolic   | 6 iunie 1931–22 octombrie 1932       |
|     | Charles de Broqueville (a doua oară)          | Catolic   | 22 octombrie 1932–20 noiembrie 1934  |
|     | Georges Theunis (a doua oară)                 | Catolic   | 20 noiembrie 1934–25 martie 1935     |
| 28. | Paul Van Zeeland                              | Catolic   | 25 martie 1935–24 noiembrie 1937     |
| 29. | Paul-Émile Janson                             | Liberal   | 24 noiembrie 1937–15 mai 1938        |
| 30. | Paul-Henri Spaak                              | Socialist | 15 mai 1938–22 februarie 1939        |
| 31. | Hubert Pierlot                                | Catolic   | 22 februarie 1939–12 februarie 1945  |
| 32. | Achille van Acker                             | BSP-PSB   | 12 februarie 1945–13 martie 1946     |
|     | Paul-Henri Spaak (a doua oară)                | BSP-PSB   | 13 martie 1946–31 martie 1946        |
|     | Achille van Acker (a doua oară)               | BSP-PSB   | 31 martie 1946–3 august 1946         |
| 33. | Camille Huysmans                              | BSP-PSB   | 3 august 1946–20 martie 1947         |
|     | Paul-Henri Spaak (a treia oară)               | BSP-PSB   | 20 martie 1947–11 august 1949        |
| 34. | Gaston Eyskens                                | PSC-CVP   | 11 august 1949–8 iunie 1950          |
| 35. | Jean Duvieusart                               | PSC-CVP   | 8 iunie 1950–16 august 1950          |
| 36. | Joseph Pholien                                | PSC-CVP   | 16 august 1950–15 ianuarie 1952      |
| 37. | Jean Van Houtte                               | PSC-CVP   | 15 ianuarie 1952–23 aprilie 1954     |
|     | Achille van Acker (a treia oară)              | BSP-PSB   | 23 aprilie 1954–26 iunie 1958        |
|     | Gaston Eyskens (a doua oară)                  | PSC-CVP   | 26 iunie 1958–25 aprilie 1961        |
| 38. | Théo Lefèvre                                  | PSC-CVP   | 25 aprilie 1961–28 iulie 1965        |
| 39. | Pierre Harmel                                 | PSC-CVP   | 28 iulie 1965–19 martie 1966         |
| 40. | Paul Vanden Boeynants                         | PSC-CVP   | 19 martie 1966–17 iulie 1968         |
|     | Gaston Eyskens (a treia oară)                 | CVP       | 17 iulie 1968–26 ianuarie 1973       |
| 41. | Edmond Leburton                               | BSP-PSB   | 26 ianuarie 1973–25 aprilie 1974     |
| 42. | Leo Tindemans                                 | CVP       | 25 aprilie 1974–20 octombrie 1978    |
|     | Paul Vanden Boeynants (a doua oară)           | PSC       | 20 octombrie 1978–3 martie 1979      |
| 43. | Wilfried Martens                              | CVP       | 3 martie 1979–31 martie 1981         |
| 44. | Mark Eyskens                                  | CVP       | 31 martie 1981–17 decembrie 1981     |
|     | Wilfried Martens (a doua oară)                | CVP       | 17 decembrie 1981–7 martie 1992      |
| 45. | Jean-Luc Dehaene                              | CVP       | 7 martie 1992–12 iulie 1999          |
| 46. | Guy Verhofstadt                               | VLD       | 12 iulie 1999–20 martie 2008         |
| 47. | Yves Leterme                                  | CD&V      | 20 martie 2008–30 decembrie 2008     |
| 48. | Herman Van Rompuy                             | CD&V      | 30 decembrie 2008–25 noiembrie 2009  |
| 49. | Yves Leterme (a doua oară)                    | CD&V      | 25 noiembrie 2009 - 6 decembrie 2011 |
| 50. | Elio Di Rupo                                  | BSP-PSB   | 6 decembrie 2011 - 2014              |
| 51. | Charles Michel                                | BSP-PSB   | 2014 - 2019                          |
| 52. | Sophie Wilmès                                 | BSP-PSB   | 2019 - prezent                       |